# Ядвіґув (Груєцький повіт)
Ядвіґув (пол. Jadwigów) — село в Польщі, у гміні Блендув Груєцького повіту Мазовецького воєводства.
Населення — 160 осіб (2011).
У 1975-1998 роках село належало до Радомського воєводства.

## Демографія
Демографічна структура станом на 31 березня 2011 року:
|          | Загалом | Допрацездатний вік | Працездатний вік | Постпрацездатний вік |
| -------- | ------- | ------------------ | ---------------- | -------------------- |
| Чоловіки | 86      | 16                 | 62               | 8                    |
| Жінки    | 74      | 13                 | 36               | 25                   |
| Разом    | 160     | 29                 | 98               | 33                   |